# پروژه غربالگری حرم شریف

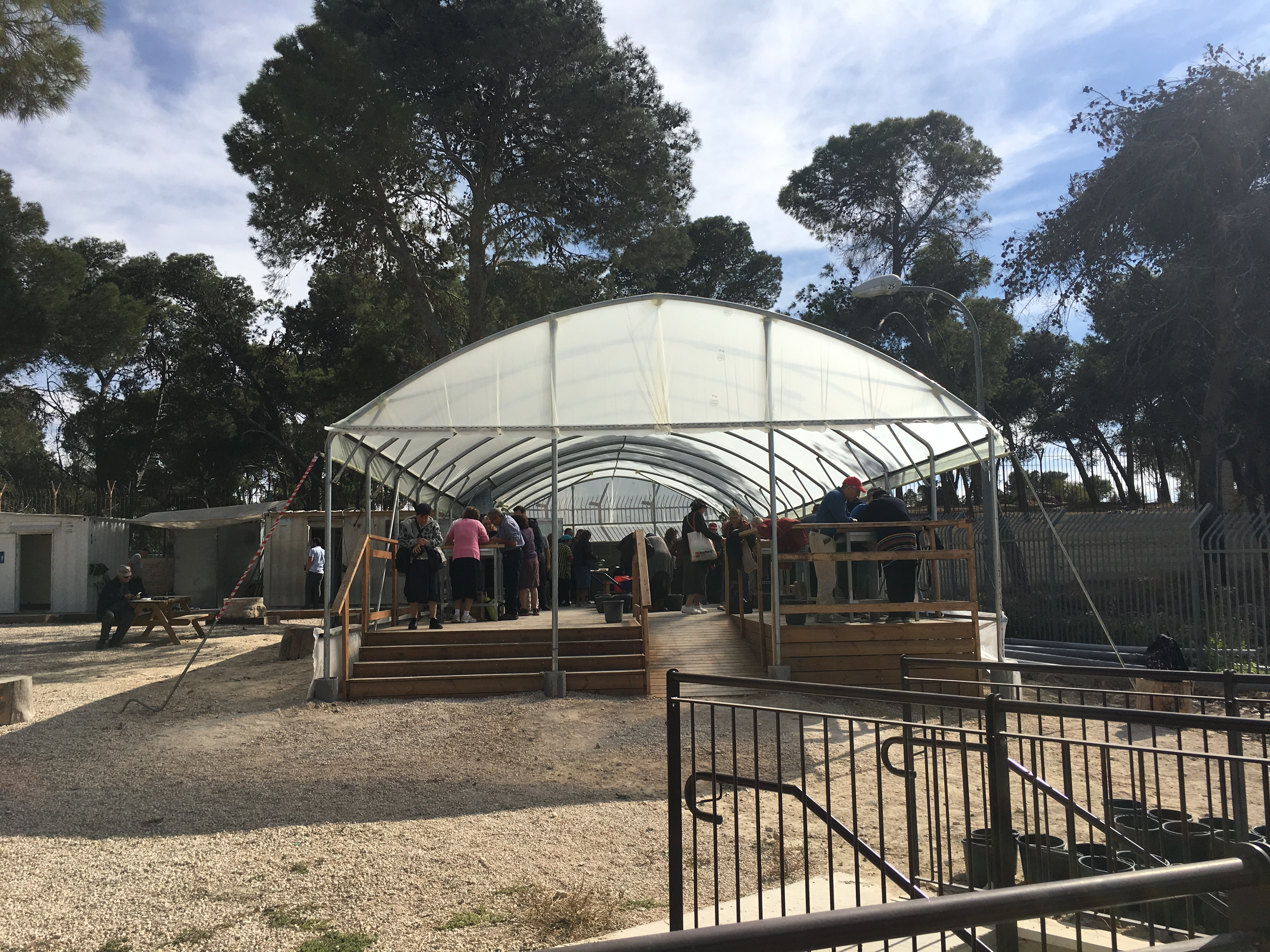
پروژه غربالگری حرم شریف نمایشگاه ماساعوت

پروژه غربالگری حرم شریف (به انگلیسی: Temple Mount Sifting Project؛ پیش از این به نام پروژهٔ نجات‌بخشی کوه معبد شناخته می‌شد) یک پروژهٔ باستان‌شناسی است که در سال ۲۰۰۴م. آغاز شد و هدف آن بازیابی و مطالعهٔ آثار باستانی موجود در بقایایی است که در حفاری غیر علمی و بدون نظارت، و روش‌های باستان‌شناسی مناسب از حرم شریف در اورشلیم استخراج شده‌است.

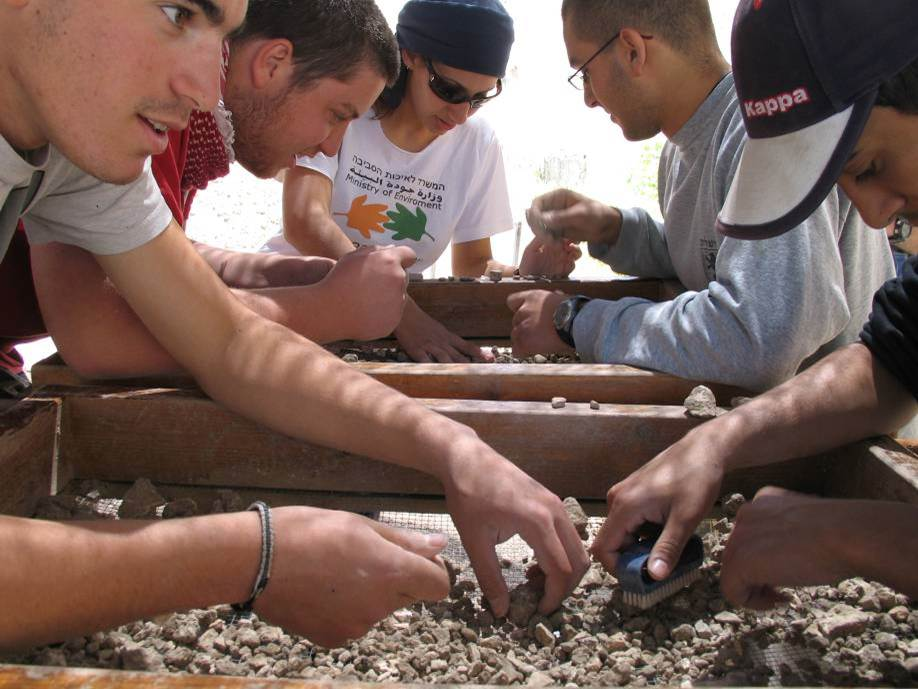
دانشجویان شرکت کننده در پروژه

در این پروژه جهت غربال کردن آوارها تعداد زیادی داوطلب و گردشگر به روش جمع‌سپاری همکاری کردند، و در واقع می‌توان این پروژه را عمومی‌ترین پروژه باستان‌شناسی عمومی در جهان دانست. ابزار و تأسیسات غربالگری پروژه تا سال ۲۰۱۷م. در پارک ملی امک زوریم قرار داشت. اما در ژوئن ۲۰۱۹م. به نمایشگاه ماساعوت در کوه اسکوپوس منتقل شد.

## تاریخ
علیرغم اهمیت تاریخی حرم شریف، هیچ باستان‌شناسی نتوانسته‌است در این محل کاوش کند. در نوامبر ۱۹۹۹م. واقف در پیرامون ساختار تازه کشف شدهٔ مسجد المروانی که پائین‌تر از سطح فعلی بود کاوش نجات‌بخشی انجام نداد، و با استفاده از ماشین‌آلات سنگین حفاری بدون نظارت‌های باستان‌شناسی مناسب، خاکبرداری نمود.
زباله‌ها به مکان‌های مختلفی منتقل شدند، اما قسمت عمدهٔ آن که حدود ۳۵۰ کامیون بود در دره کیدرون، نزدیک بخش شمال‌شرقی شهر قدیمی ریخته شد. پشته‌های خاک توسط مقامات ادارۀ عتیقات اسرائیل بررسی و نمونه‌برداری شد، اما هرگز به صورت علمی مورد بررسی و کاوش قرار نگرفت.
در سال ۲۰۰۴م، مجوز کاوش به نام دو باستان‌شناس اسرائیلی به نام‌های گابریل بارکی و زاکای دیویغا، تحت نظارت دانشگاه بار-ایلان صادر شد؛ بودجه این پروژه با حمایت سرمایه‌گذار خصوصی و با همراهی انجمن اکتشاف اسرائیل تأمین شد، در نتیجه غربالگری پشته‌های خاک با کمک داوطلبان بیشتری انجام شد، و خاک حاصل از غربالگری به پارک ملی امک تزریم که از قبل توسط سازمان طبیعت و پارک‌های اسرائیل مشخص شده بود، منتقل شد.
در سال ۲۰۰۵م. در پی بروز مشکلات مالی، بودجهٔ پروژه با کمک بنیاد ایر-دیوید تأمین شد، و این بنیاد مسئولیت مدیریت محوطهٔ غربالگری را بر عهده گرفت، و بارکی و دیویغا، نظارت علمی پروژه را حفظ کردند. پس از گذشت سال‌ها، این پروژه علاوه بر اهداف پژوهشی و علمی خود، جنبهٔ آموزشی و توریستی نیز به خود گرفت و صدها هزار داوطلب و گردشگر را به خود جذب کرد، که هریک برای مدتی کوتاه به پروژه غربالگری حرم شریف که توسط باستان‌شناسان نظارت می‌شد، پیوستند.
در آوریل ۲۰۱۷م. پروژهٔ غربالگری به همکاری با بنیاد ایر_دیوید پایان داد و غربالگری در مقیاس گسترده را متوقف کرد، و در عوض بر مطالعه آزمایشگاهی یافته‌هایی که تاکنون به دست آمده بود متمرکز شد. در ادامه پروژهٔ غربالگری چندین کارزار تأمین سرمایهٔ عمومی را برگزار کرده، و از دسامبر ۲۰۱۸م. بودجهٔ کافی برای فعال نگه‌داشتن پروژه را تأمین کرده، اما این بودجه برای تکمیل تمام تحقیقات و از سرگیری عملیات غربالگری، که به صورت محدود در جریان است، کافی نبوده. و تعهد بنیامین نتانیاهو، نخست‌وزیر سابق اسرائیل برای حمایت دولت از این پروژه، تاکنون بی‌نتیجه مانده‌است. بنیاد ایر-دیوید همچنان مدیریت محوطهٔ غربالگری پروژه، در پارک ملی امک تزریم را برعهده دارد، و یک پروژهٔ باستان‌شناسی تجربی را در آنجا اجرا می‌کند، و بازدیدکنندگان می‌توانند خاک حاصل از کاوش‌های مختلف در اورشلیم را غربال کنند. اما فعالیت اصلی پروژهٔ غربالگری حرم شریف در ژوئن ۲۰۱۹م. در محوطهٔ جدیدی در بالای کوه اسکوپوس از سر گرفته شد.

## روش‌شناسی

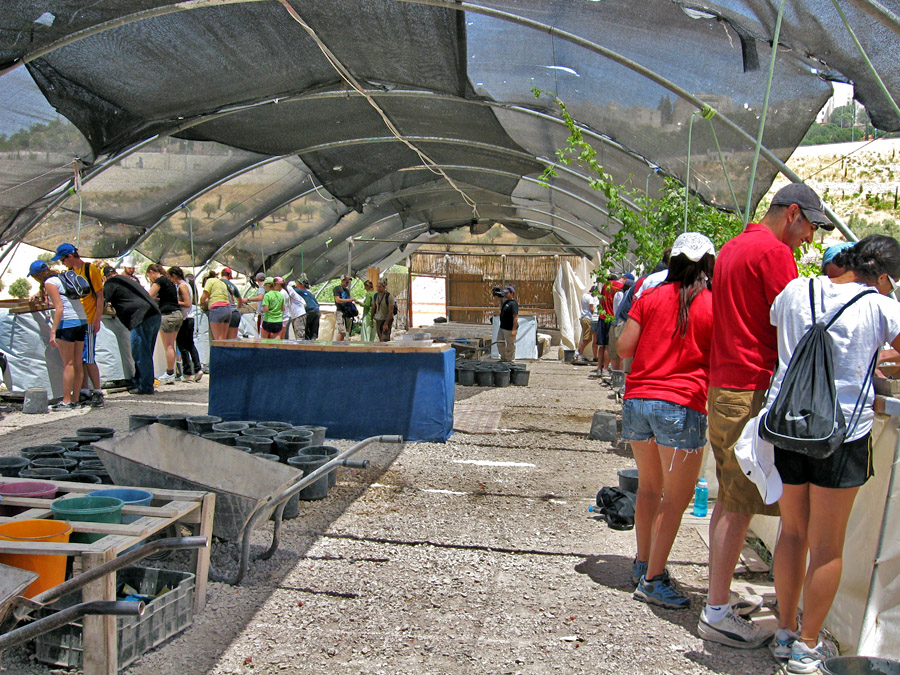

با توجه به اینکه باستان‌شناسان به دلیل آشفتگی نهشته‌ها نمی‌توانستند روش‌های معمول کاوش را به کار گیرند، تصمیم گرفتند تمام خاک برداشت‌شده از حرم شریف را غربال کنند؛ بنابراین تصمیم گرفتند، ابتدا خاک را به صورت خشک غربال کرده و بقایای برجا مانده در سرند را به داخل سطل‌هایی منتقل کنند و پس از خیس کردن خاک درون سطل‌ها، آن را بر روی یک توری سیمی می‌شستند و در نهایت مواد فرهنگی برجای مانده را از سنگ و زباله‌های مدرن جدا می‌کردند. این بخش از کار بیشتر توسط داوطلبان و گردشگران و تحت نظارت باستان‌شناسان مجرب انجام می‌شود. پس از آن یافته‌های بازیابی شده از فرایند غربالگری مرطوب، توسط باستان‌شناسان، در محل پروژه طبقه‌بندی و فهرست می‌شود، و سپس به آزمایشگاه باستان‌شناسی منتقل می‌شوند تا توسط متخصصانی که یافته‌ها را برای انتشار آماده می‌کنند، بررسی شوند. این فرایند بسیار شبیه یک بررسی باستان‌شناسی است، انواع یافته‌ها دسته‌بندی، شمارش و با نمونه‌های دیگر در این محوطه و محوطه‌های مجاور مقایسه می‌شوند.
پیش از پروژه غربالگری حرم شریف، روش غربالگری مرطوب، توسط باستان‌شناسان تنها در برخی از محوطه‌های پیش از تاریخی استفاده می‌شد. این امر موجب تضاد در مقایسهٔ یافته‌های حرم شریف با محوطه‌های دیگر شد. به عنوان مثال، در میان یافته‌های سایر محوطه‌های یهودی عصر آهن، فراوانی مجسمههای (انسانی، حیوانی و غیره)، در مقایسه با یافته‌های حرم شریف توزیع یکسانی را نشان می‌دهد، اما میزان نوع قطعات غیرقابل مقایسه بود، مثلاً قطعات پاهای بیشتری در TMSP نسبت به سایر محوطه‌ها به دست آمد، و کوچک‌تر مانند قطعات شاخ و گوش فقط در TMSP گزارش شدند. واضح است که این موضوع دال بر عدم وجود چنین قطعه‌هایی در سایر محوطه‌ها نیست، بلکه اندازهٔ کوچک آن‌ها باعث شده‌است که از دید باستان‌شناسانی که به روش‌های سنتی کاوش می‌کنند، دور بمانند.
برای غلبه بر سوگیری نمونه‌برداری، نمونهٔ خاک حاصل از کاوش از محوطه‌های مختلف در اورشلیم گرفته شد و با روش غربالگری مرطوب شسته شدند تا به عنوان نمونۀ معیار عمل کنند. در سال‌های بعد، پروژه‌های حفاری متعددی در اورشلیم و اطراف آن از تکنیک غربال‌گری مرطوب استفاده کردند، و برخی از آن‌ها غربال‌گری را به TMSP برون‌سپاری کردند. محبوبیت فزایندهٔ روش غربالگری مرطوب با افزایش قابل توجه تعداد مهرها و نقش مهرهای کشف شده در کاوش‌های اورشلیم در ارتباط است.
در ژانویه ۲۰۱۳م. این پروژه اعلام کرد یک روش آماری را با استفاده از تجزیه و تحلیل خوشه‌ای برای بازسازی بخشی از بافت اصلی برخی از یافته‌ها، به کار گرفته‌است. سپس در همان سال، اعلام شد که یافته‌های کافی به عنوان نمونه جمع‌آوری شده‌است و یافتهٔ دیگری، به این منظور گردآوری نخواهد شد.

## یافته‌ها
بیشتر آثار کشف شده بسیار کوچک هستند و از چند سانتی‌متر بزرگتر نیستند. و قدمت آن‌ها از دورهٔ سنگ تا دورهٔ معاصر را در بر می‌گیرد.

### یافته‌های دوران سنگ و دورهٔ مفرغ

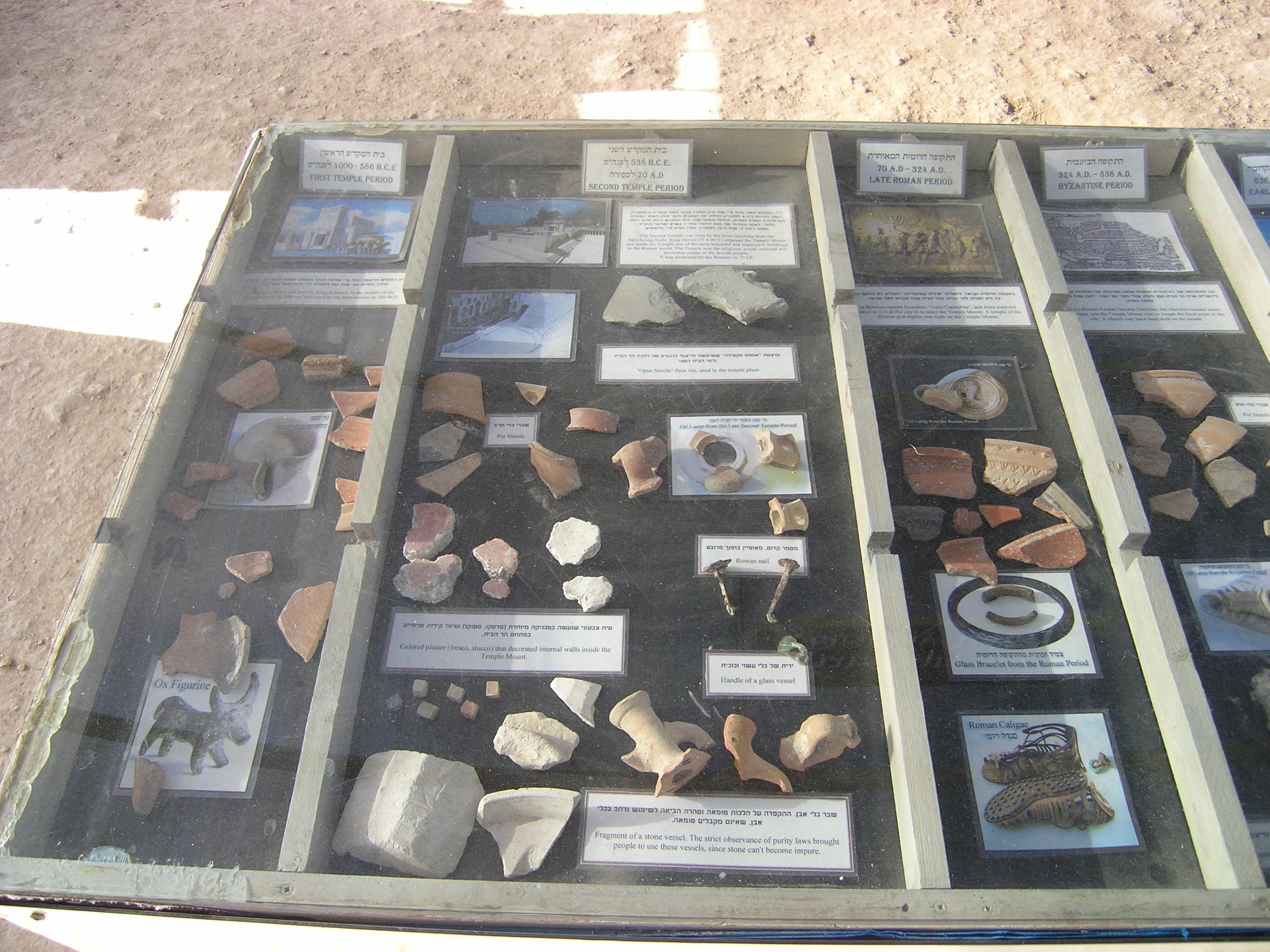
نمونه‌هایی از یافته‌های شاخص، دوره‌های اولیه.

تنها بخش کوچکی از یافته‌ها مربوط به این ادوار است که قدیمی‌ترین آن‌ها مربوط به دوره فراپارینه‌سنگی یا نوسنگی است. بیشتر یافته‌های عصر مس‌سنگی و برنز را قطعات سفال‌های محلی می‌شود، اما نمونه‌هایی از سفال‌های مربوط به فرهنگ میسنی نیز یافت شده‌است. از دیگر یافته‌های این ادوار می‌توان به ۳ سوسک سرگین غلتان عصر برنز و یک تعویذ با نام تحوتموس سوم اشاره کرد. یک انگشت شکستهٔ مجسمه نیز به دست آمده که احتمالاً مربوط به اواخر عصر مفرغ است.

### عصر آهن (اولین دورهٔ معبد، ۵۸۶–۱۰۰۰پ. م)
تقریباً حدود ۱۵ درصد از سفال‌های کشف شده در TMSP، منتسب به عصر آهن، و بیشتر عصر آهن IIb-III (۸۰۰–۵۸۶پ. م) است.
در میان یافته‌های عصر آهن IIa (قرن ۱۰ تا ۹ قبل از میلاد) یک نقش مهر نادر و یک سر پیکان وجود دارد.
بقایای عصر آهن متأخر به خوبی در میان یافته‌ها دیده می‌شود؛ حدود ۱۳۰ قطعه مجسمهٔ شاخص یهودایی از خاک معبد شریف و ۳۰ قطعهٔ دیگر از پشته‌های باستانی در دامنه‌های شرقی معبد شریف به دست آمده‌است. سایر یافته‌ها عبارتند از وزنه‌های سنگی یهودیه، تسلیحات جنگی - از جمله یک سر پیکان نادر از نوع سکایی-ایرانی - که فن ساخت آن توسط نیروهای نبوکدنصر دوم به اورشلیم منتقل شده،
و کتیبه‌هایی از جمله یک مهر LMLK، ده‌ها استروکا و چندین مهر و پلمپ، که مهم‌ترین آن‌ها ایمر بولا است، مهر شکسته‌ای که از نظر قدمت به قرن هفتم تا ششم قبل از میلاد برمی‌گردد و نام ناقص lyahu[...] و نام پدری Immer، که یک کشیش معروف در کتاب مقدس، و یکی ازادوار مقدس است، که نام یکی از اعضای آن به نام پاشور به عنوان صاحب منصب اصلی در معبد ثبت شده‌است. مهر و موم که در پشت خود اثری از الیافی دارد، که نشان دهنده آن است که احتمالاً به یک کیسه یا در پارچه‌ای چسبانده شده بود و احتمالاً مربوط به خزانه معبد است.

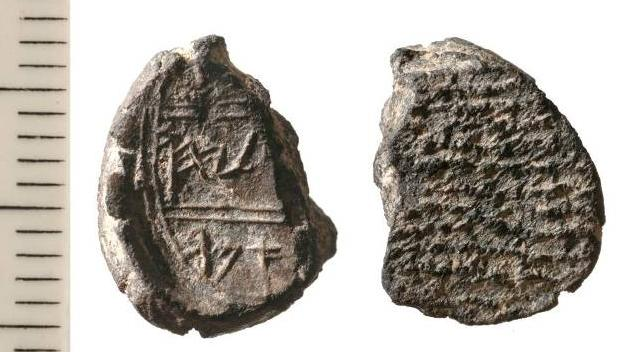
مهر و موم ایمر

### دورهٔ دوم معبد (۵۱۶پ. م. تا ۷۰م)

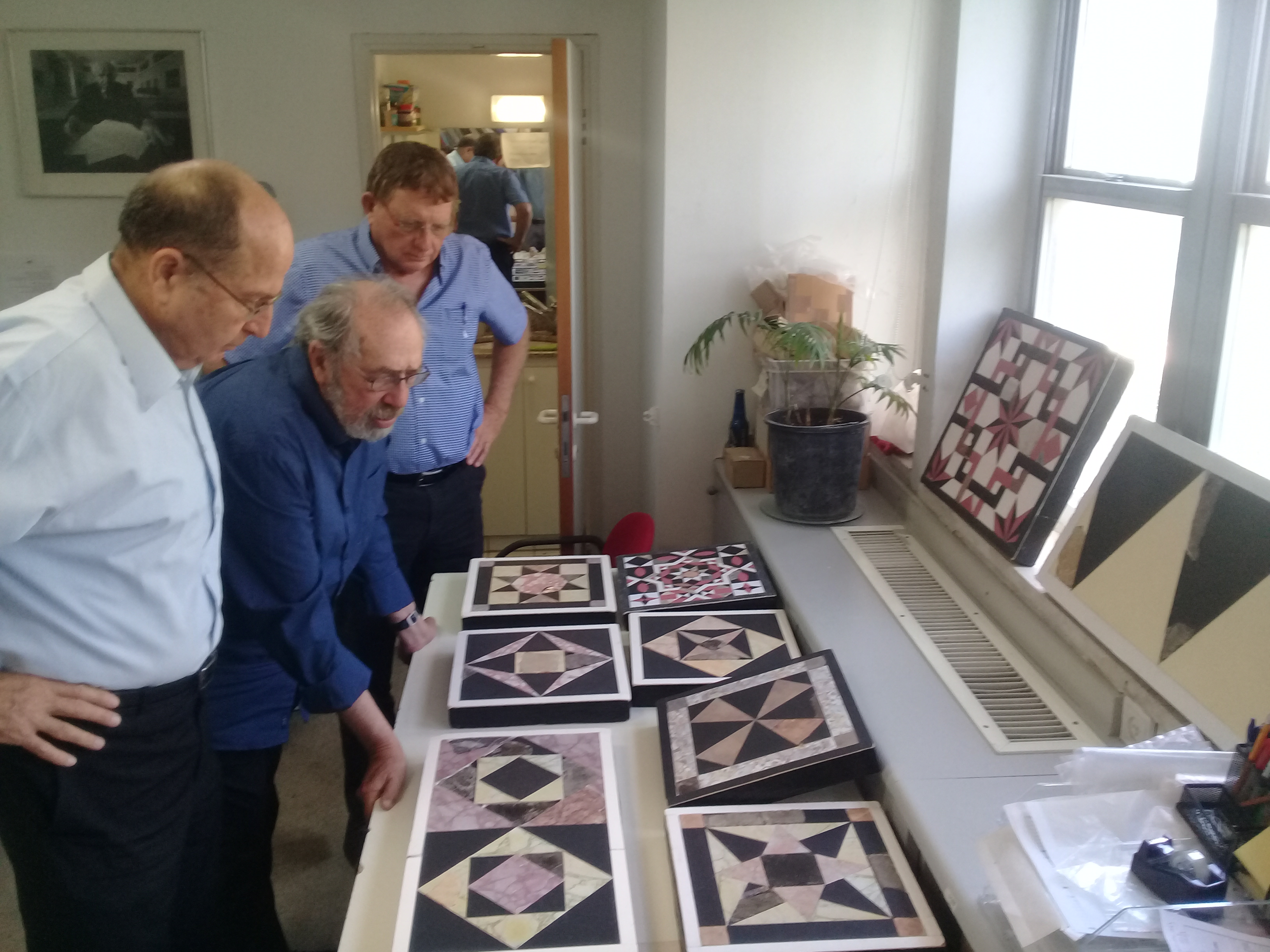
موزائیک‌های مربوط به سلسلهٔ هرودین و سایر نمونه کاشی‌ها که توسط گابریل بارکی (نفر وسط) به موشه یعلون (سمت چپ) معرفی می‌شود.

شکوفاترین دوره در طول تاریخ حرم شریف، دورهٔ معبد دوم بوده‌است - هم از نظر ساخت و سازهای انجام شده، مخصوصاً در معبد هیرودیس، و هم از نظر تعداد افرادی که به فعالیت‌های روزانه پرداخته‌اند. شاهد این مدعا یافته‌های سفالی TMSP است، که بیش از ۴۰درصد آن‌ها مربوط به این دوره است (⅔ از دوران بین سلطنت هرود (۳۷پ. م) و تخریب معبد (۷۰م)).
تعدادی از بقایای معماری به این دوره منسوب شده‌است. یکی از این ساختارها سرستونی دوریکی است که پهن‌ترین قسمت ۷۵ سانتی‌متر است، و احتمالاً روی ستونی به ارتفاع ۵٫۵ متر در ایوان سلیمان قرار داشته. یکی دیگر از اکتشافات معماری مهم ده‌ها موزائیک اپوس سکتیله با اشکال مختلف بود که امکان بازسازی الگوهای کاشی‌کاری به کار رفته در حیاط معبد هرود را فراهم کرد.
بیش از ۵۰۰ سکه کشف شده در پروژه غربالگری به این دوره مربوط می‌شود که از ضرب سکه یهود در قرن ۶پ. م. تا ضرب اولین سکه‌های یهودیان شورشی در سال ۷۰م. را در بر می‌گیرد.
از دیگر یافته‌های این دوره می‌توان به صدها قطعه از ظروف سنگی، مربوط به اواخر دورهٔ معبد دوم یهودیه، بیش از هزار قطعه از نقاشی‌های دیواری، سلاح‌ها، و یافته‌های مربوط به کتابت اشاره کرد.

### دورهٔ بیزانس (۶۳۸–۳۲۴م)

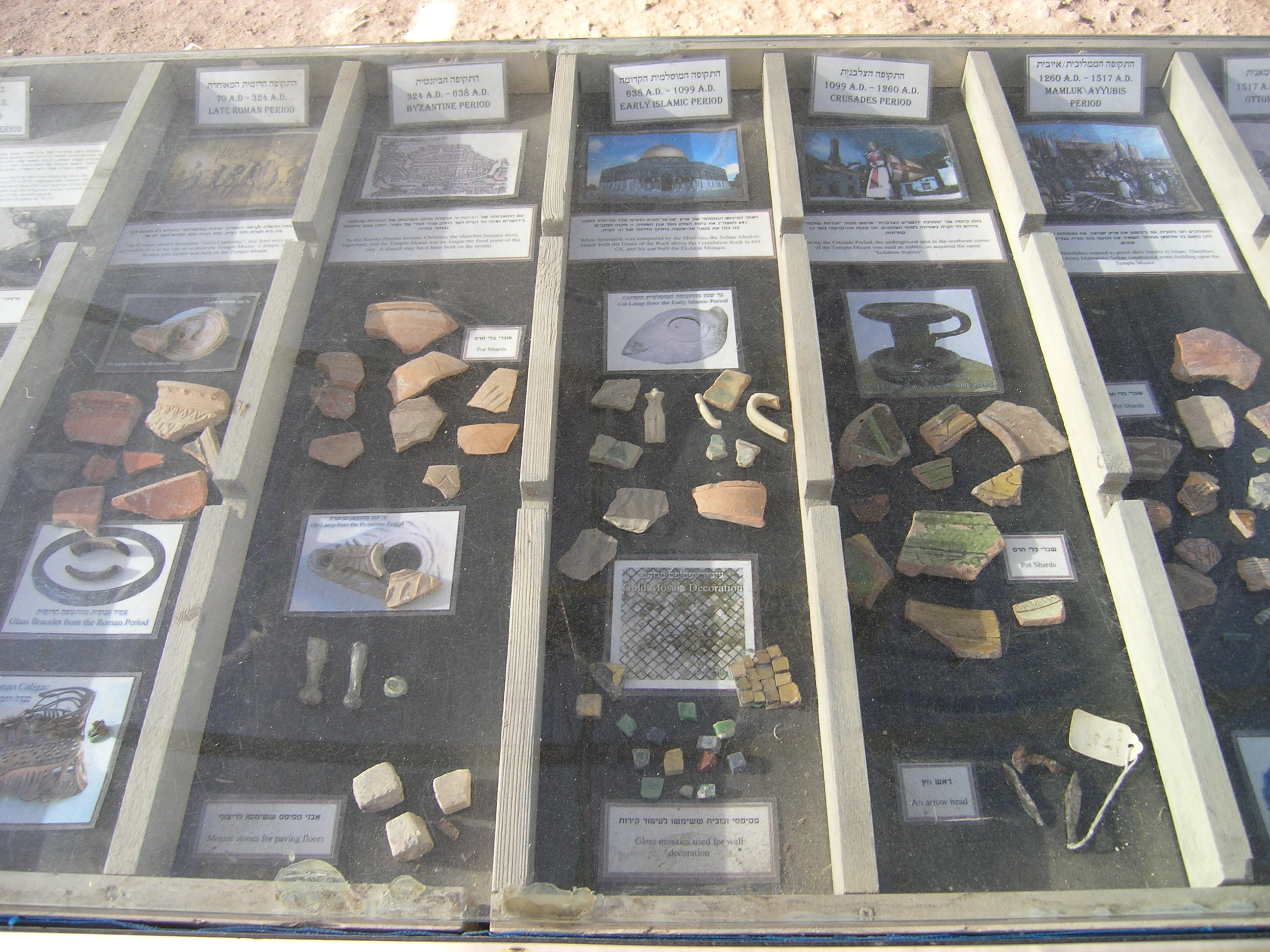
نمونه‌هایی از یافته‌های شاخص، ادوار کلاسیک - قرون وسطی.

یک سوم کل سکه‌های یافت شده به همراه مقادیر زیادی قطعات سفال به این دوره منتسب است. پدیده‌ای نسبتاً شگفت‌انگیز کشف تعداد زیادی از بقایای معماری مجلل مربوط به این دوره بود - از جمله کاشی‌های اوپوس سکتیله، کاشی‌های سقف، سرستون‌های قرنتی، پرده‌های جدا کننده و انبوهی از قطعات موزاییکی - که محققان را بر آن داشت تا منابع تاریخی که مدعی متروک بودن حرم شریف در این دوره هستند را زیر سؤال ببرند. یافته‌های دیگر شامل گردن‌آویزها چلیپایی، چراغ نفتی‌های سفالی منقش به صلیب، و وزنه‌های برنزی است.

### اوایل دورهٔ اسلامی (۱۰۹۹–۶۳۸م)
تقریباً یک چهارم قطعات سفالی به دست آمده از پروژهٔ TMSP منتسب به این دوره است که عمدتاً شامل ظروف غذاخوری و ذخیره‌سازی اموی، و ظروف غذاخوری، ذخیره‌سازی، و پخت و پز دورهٔ عباسی است.

سایر یافته‌ها شامل بسیاری از عناصر معماری مرتبط با بنای قبه الصخره و مسجد الاقصی است که برجسته‌ترین آن‌ها هزاران قطعه معرق رنگی و طلاکاری شده متعلق به موزاییک‌های دیواری است که به احتمال زیاد مربوط به موزاییک‌هایی است که دیوارهای داخلی قبه الصخره را زینت می‌بخشیده. چراکه تزئینات دیوارهای بیرونی در قرن شانزدهم میلادی با کاشی‌های لعابدار جایگزین شد.

### دورهٔ جنگ‌های صلیبی (۱۱۸۷–۱۰۹۹م)
در این دوره، استفادهٔ شوالیه‌های معبد از زیر زمین حرم شریف به عنوان اصطبل، سبب شده امروزه این مکان موسوم به اصطبل سلیمان باشد. یافته‌هایی مانند صدها فلس زره، میخ‌های نعل اسبی و سر پیکان بیانگر صحت کاربری منتسب به آن است. همچنین بیش از یک صد سکه صلیبی نقره‌ای کشف شده، سبب تشکیل بزرگترین و متنوع‌ترین مجموعهٔ این سکه‌ها در اورشلیم شده‌است. کاشی‌های اوپوس سکتیله منتسب به این دوران دقیقاً با الگوهای موجود در زیر فرش‌های قبه الصخره، و کلیسای قبر مقدس مطابقت دارد.

### دورهٔ مملوکین و عثمانی (۱۹۱۷–۱۲۶۰م)

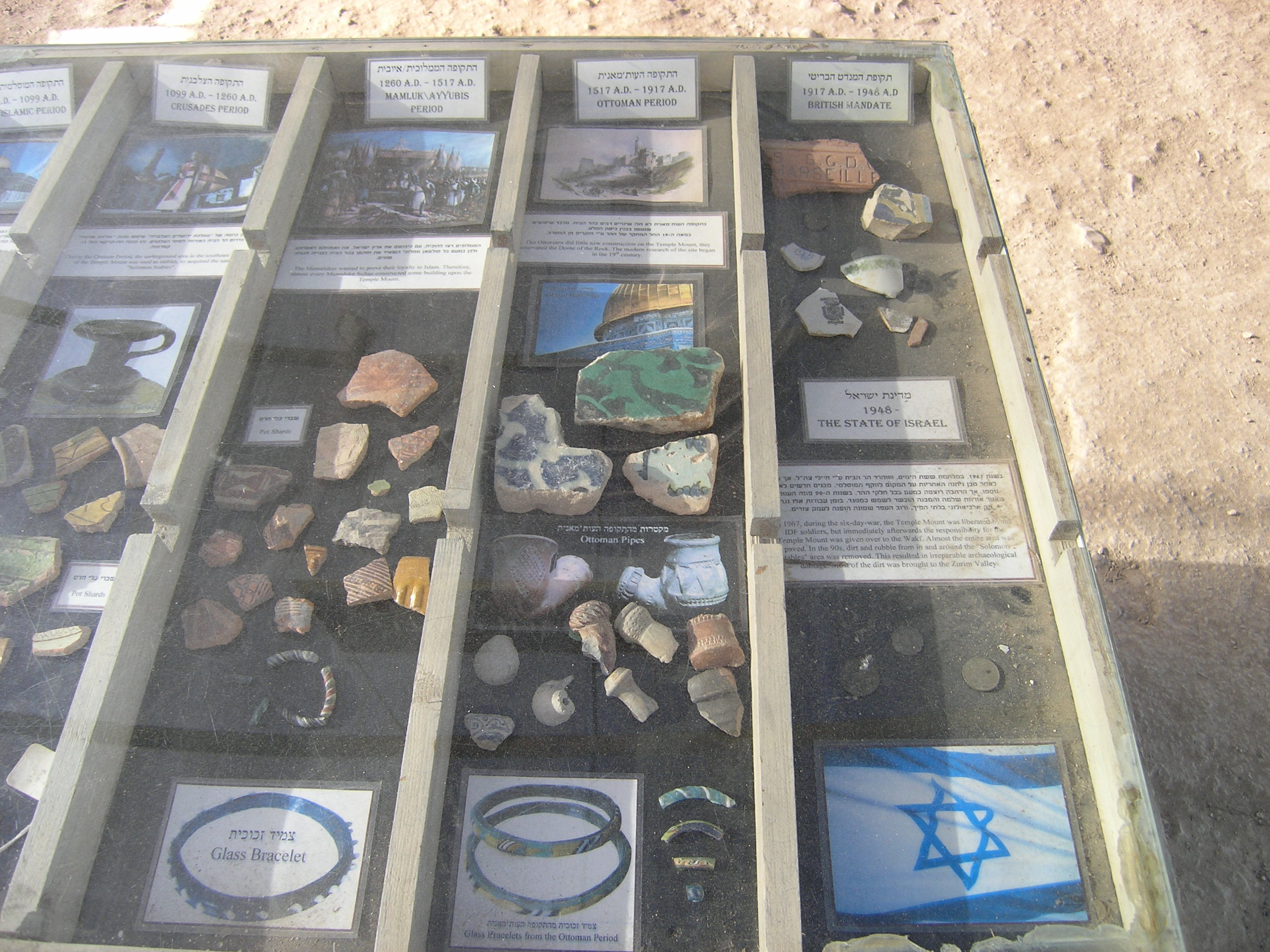
نمونه‌هایی از یافته‌های شاخص، دوران متاخر

بقایای برجای مانده از دورهٔ ممالیک عمدتاً سفال، سکه، قطعات بازی، جواهرات و برخی عناصر معماری است.
غالب یافته‌ها مربوط به دورهٔ عثمانی هستند، از جمله یافته‌های مربوط به نوسازی‌های انجام شده در این دوران، مانند کاشی‌های لعاب‌دار که از قرن شانزدهم میلادی دیوارهای بیرونی قبه الصخره را پوشانده‌اند، و تکه‌هایی از شیشه‌های رنگارنگ پنجره‌های ساختمان.
بیش از ده‌ها مهر شخصی مربوط به این دوره یافت شده، از جمله مهرهایی که نام شیخ عبدالفتاح التمیمی، معاون مفتی اعظم بیت‌المقدس، قادی در رمله، غزه، و نابلس در اوایل قرن هجدهم، را بر خود داشته.
همچنین صدها سرچپق سفالی و انواع سلاح از جمله سنگ آتش‌زنه، و گلوله‌های سربی و آهنی توپ از این دوره به دست آمده.

و از زینت‌آلات تعداد زیادی دستبند و خلخال شیشه‌ای از هر دو دورهٔ مملوک و عثمانی 
به دست آمده‌است.

### جنگ جهانی اول و پس از (۱۹۹۹–۱۹۱۷)
از این دوره بسیاری از یافته‌های مدرن از جمله ظروف چینی و کاشی‌های مارسی، سکه‌های مدرن، سجاده‌های نماز و لوازم جانبی لباس از جمله نشان‌های نظامی و تسلیحات نیروهای مختلف نظامی یافت شد.

### انتشارات پروژه غربالگری حرم شریف (TMSP)
- Barkay, G. , and Zweig, Z. 2006. Temple Mount Sifting Project: Preliminary Report. New Studies on Jerusalem, Volume 11, eds. E. Baruch, Z. Greenhut and A. Faust, Bar-Ilan University: Ingeborg Rennert Center for Jerusalem Studies, pp. 213–238. (Hebrew)
- Barkay, G. , and Zweig, Z. 2007. New Light on the Temple Mount. Ariel 175, pp. 6–46. (Hebrew)
- Barkay, G. , and Zweig, Z. 2007. New Data in the Sifting Project of Soil from the Temple Mount: Second Preliminary Report. City of David: Studies of Ancient Jerusalem 2. pp. 27–68. (Hebrew)
- Dvira (Zweig), Z. , Zigdon, G. , and Shilov, L. 2011. Secondary Refuse Aggregates from the First and Second Temple Periods on the Eastern Slope of the Temple Mount. New Studies on Jerusalem 17. Ramat-Gan: Ingeborg Rennert Center for Jerusalem Studies. pp. 63–106. (Hebrew with English abstract).
- Barkay, G. , and Dvira Z. 2012. The Temple Mount Sifting Project: Preliminary Report 3. City of David: Studies of Ancient Jerusalem 7. pp. 47–96. (Hebrew).
- Barkay, G. , Dvira, Z. , and Snyder, F. 2016. Reconstruction of the Colored Floors of the Temple Courtyards of the Late Second Temple. City of David: Studies of Ancient Jerusalem 11. pp. 50–58. (Hebrew)
- Barkay, G. , and Dvira, Z. 2016. Relics in the Rubble: The Temple Mount Sifting Project. Biblical Archaeology Review 42:06. Nov/Dec 2016. pp. 44–55, 64.
- Barkay, G. , Dvira, Z. 2016. and Snyder, F. , What the Temple Mount Floor Looked Like. Biblical Archaeology Review 42:06. Nov/Dec 2016. pp. 56–59.
- El-Kayam, Y. , Amar, Z. , Barkay, G. , and Dvira, Z. 2016. Semi-Precious Stones from the Temple Mount Sifting Project and Their Significance. New Studies on Jerusalem 21. Ramat-Gan: Ingeborg Rennert Center for Jerusalem Studies. pp. 307–319 (Hebrew with English abstract).
- Barkay, G. , Dvira, Z. , and Greener, A. 2017. Iron Age II Figurine Fragments from the Temple Mount Soil. New Studies on Jerusalem 22. Ramat Gan: Ingeborg Rennert Center for Jerusalem Studies. pp. 123–146 (Hebrew with English abstract).
- Snyder, F. , Barkay, G. , and Dvira, Z. 2019. Reconstruction of a Crusader Opus Sectile Floor in the Dome of the Rock Based on Picturesque Palestine Illustrations and Finds from the Temple Mount Sifting Project. Gurevich, D. , and Kidron A. (eds.). Exploring the Holy Land – 150 Years of the Palestine Exploration Fund. Equinox. pp. 81–98.
- Dvira, Z. , Barkay, G. 2021. Jerusalem, The Temple Mount Sifting Project – Preliminary report. Excavations and Surveys in Israel 133.
- Dvira, Z. , Barkay, G. 2021. A Hebrew Clay Sealing from the Temple Mount and Its Use in the Temple Treasury. in: Ahituv, S. et al. (eds.) Eretz-Israel: Archaeological, Historical and Geographical Studies 34. Israel Exploration Society. pp. 48–66 (Hebrew, English abstract).

### انتشارات دیگر
- Hammer, Joshua (April 2011). "What is Beneath the Temple Mount?". Smithsonian.
- Shanks, Hershel. 2011. "The Temple Mount Sifting Project." Biblical Archaeology Review 37, no. 2: 36.
- --. 2011. "Sifting Project Reveals City's Earliest Writing." Biblical Archaeology Review 37, no. 2: 42.